# メアリー・ハロン
メアリー・ハロン（Mary Harron、1953年1月12日 - ）は、カナダの映画監督、脚本家である。

## 経歴
1953年1月12日、オンタリオ州ブレイスブリッジに生まれる。父親は俳優のドン・ハロン、母親は女優のグロリア・フィッシャーである。オックスフォード大学で学んだ。
1970年代に雑誌『パンク』で音楽ジャーナリストとして活動した。
1996年、『I SHOT ANDY WARHOL』で長編映画監督デビューを果たす。その後、『アメリカン・サイコ』、『ベティ・ペイジ』、『モスダイアリー』、『チャーリー・セズ/マンソンの女たち』などを監督している。

## フィルモグラフィー

### 長編映画
- I SHOT ANDY WARHOL I Shot Andy Warhol （1996年） - 監督・脚本
- アメリカン・サイコ American Psycho （2000年） - 監督・脚本
- ベティ・ペイジ The Notorious Bettie Page （2005年） - 監督・脚本・製作総指揮
- ノット・レイテッド 〜アメリカ映倫のウソを暴け!〜 This Film Is Not Yet Rated （2006年） - 出演
- モスダイアリー The Moth Diaries （2011年） - 監督・脚本
- チャーリー・セズ/マンソンの女たち Charlie Says （2018年） - 監督

### テレビ映画
- アンナ・ニコル ゴシップに隠された素顔 Anna Nicole （2013年） - 監督

### テレビドラマ
- OZ/オズ Oz （1998年） - 監督
- ホミサイド/殺人捜査課 Homicide: Life on the Street （1998年） - 監督
- Lの世界 The L Word （2004年） - 監督
- シックス・フィート・アンダー Six Feet Under （2005年） - 監督
- ビッグ・ラブ Big Love （2006年） - 監督
- FEAR ITSELF フィアー・イットセルフ Fear Itself （2008年） - 監督
- 西海岸捜査ファイル グレイスランド Graceland （2015年） - 監督
- ザ・フォロイング The Following （2015年） - 監督
- コンスタンティン Constantine （2015年） - 監督
- またの名をグレイス Alias Grace （2017年） - 監督・製作総指揮

## 受賞
- 2018年 - 第29回ストックホルム国際映画祭 - 生涯功労賞[13]